# Sonja Spieler
Sonja Spieler (* 27. Mai 1978 in Bregenz) ist eine ehemalige österreichische Fußballspielerin, die ihre Karriere nach der Saison 2010/11 beim Bundesligisten FC Bayern München beendete. Mit 62 Einsätzen für die österreichische Fußballnationalmannschaft der Frauen ist sie ehemalige österreichische Rekordnationalspielerin. Seit Herbst 2011 engagiert sie sich ehrenamtlich für ihren Heimatverein SC Hohenweiler 72 und den Verein Netz für Kinder in Vorarlberg.

## Karriere

### Vereine
Vom neunten bis zwölften Lebensjahr, zunächst noch gemeinsam mit „Jungs“ im Jugendverein SC Hohenweiler 72 aktiv, wechselte Sonja Spieler 14-jährig zum FC Schwarzach, für den sie auch in einer der unteren österreichischen Ligen Fußball spielte. Von 1997 bis 2000 und von 2000 bis 2002 spielte sie in Deutschland für den SV Oberteuringen bzw. den TSV Tettnang, bevor sie zum FC Bayern München in die 1. deutsche Frauen-Bundesliga wechselte. Ihr Bundesligadebüt gab sie am 3. September 2002 (5. Spieltag) bei der 0:3-Heimniederlage gegen den 1. FFC Frankfurt, als sie in der 66. Minute für Susanne Eigner eingewechselt wurde; ihr erstes Bundesligator gelang ihr am 27. Oktober 2002 (7. Spieltag) beim 7:0-Heimsieg über den TuS Niederkirchen mit dem zwischenzeitlichen 2:0 in der 22. Minute. Nach 94 Spielen und 13 Toren, sowie drei Einsätzen in der Bayernliga für die zweite Mannschaft, beendete sie gesundheitsbedingt 2008 ihre Karriere beim FC Bayern München, begann jedoch bald darauf beim Schweizer Zweitligaverein FC Staad. Im Dezember 2009 kehrte sie nach dem Aufstieg mit dem FC Staad von der zweiten Schweizer Liga (Nationalliga B) in die erste Schweizer Liga (Nationalliga A) zum FC Bayern München zurück, blieb zwei Spielzeiten, spielte zuletzt am 7. November 2010 (12. Spieltag) beim 3:2-Sieg im Heimspiel gegen den Herforder SV und beendete ihre Fußballerkarriere mit Saisonschluss.

### Nationalmannschaft
Zunächst spielte sie im Nachwuchsalter von 1993 bis 1996 für die Vorarlberger Landesauswahl und von 1997 bis 1999 für die U-21-Verbandsauswahl des Württembergischen Fußball-Verbandes (WFV). Bereits mit 15 Jahren debütierte sie in der A-Nationalmannschaft, bestritt 62 Länderspiele und erzielte als Mittelfeld- und Abwehrspielerin elf Tore.
Ihr A-Länderspieldebüt gab sie am 3. Oktober 1993 in Gerasdorf beim 1:1 im Spiel gegen Polen mit ihrer Einwechslung für Ilse Fazekas in der 50. Minute.
Ihr erstes von elf Länderspieltoren erzielte sie am 29. September 1996 in Saxen beim 4:0-Sieg über Slowenien mit dem Treffer zum Endstand in der 57. Minute. Mitte September 2010 trat sie aus der Nationalmannschaft zurück.

## Erfolge
- Bundesliga-Cup-Siegerin 2011
- 1 × Verbandsligameister 1997
- 2 × WFV-Pokalsieger mit dem SV Oberteuringen
- 2 × Österreichischer Vizemeister – Bundesländerauswahl 1994, 1996

## Sonstiges
Sonja Spieler besuchte die Höhere Lehranstalt für wirtschaftliche Berufe Marienberg des Klosters Marienberg in Bregenz.